# Margherita Malatesta di Rimini
Margherita Malatesta (Rimini, XV secolo – Rimini, ...) è stata una nobildonna italiana.

## Biografia
Era figlia di Sigismondo Pandolfo Malatesta signore di Rimini e di Isotta degli Atti.
Sposò nel 1455 Carlo Fortebraccio, vedovo, figlio del famoso condottiero Braccio da Montone, signore di Montone. Nel 1477, mentre il marito era assente, resistette per 52 giorni all'assedio del borgo da parte del duca di Urbino Federico da Montefeltro, che intendeva assoggettarlo a papa Sisto IV. Si arrese solo al fratello Roberto e tornò a Rimini portando con sé 6.000 fiorini d'oro. Odiata dal marito e dai figli, venne probabilmente strozzata dal fratello Roberto per timore di essere anch'egli tradito.

## Ascendenza
|                               |   |                        | Genitori             |  |  | Nonni |  |  | Bisnonni             |  |  | Trisnonni            |  |
|                               |   |                        |                      |  |  |       |  |  | Galeotto I Malatesta |  |  | Pandolfo I Malatesta |  |
|                               |   |                        |                      |  |  |       |  |  | Galeotto I Malatesta |  |  | Pandolfo I Malatesta |  |
|                               |   | Taddea da Rimini       |                      |  |  |       |  |  | Galeotto I Malatesta |  |  |                      |  |
| Pandolfo III Malatesta        |   |                        |                      |  |  |       |  |  | Galeotto I Malatesta |  |  |                      |  |
|                               |   | Gentile da Varano      | Rodolfo II da Varano |  |  |       |  |  |                      |  |  |                      |  |
|                               |   | Gentile da Varano      | Rodolfo II da Varano |  |  |       |  |  |                      |  |  |                      |  |
|                               |   | Gentile da Varano      | …                    |  |  |       |  |  |                      |  |  |                      |  |
| Sigismondo Pandolfo Malatesta |   | Gentile da Varano      |                      |  |  |       |  |  |                      |  |  |                      |  |
|                               |   | Giacomino di Barignano | …                    |  |  |       |  |  |                      |  |  |                      |  |
|                               |   | Giacomino di Barignano | …                    |  |  |       |  |  |                      |  |  |                      |  |
|                               |   | Giacomino di Barignano | …                    |  |  |       |  |  |                      |  |  |                      |  |
| Antonia da Barignano          |   | Giacomino di Barignano |                      |  |  |       |  |  |                      |  |  |                      |  |
|                               |   | …                      | …                    |  |  |       |  |  |                      |  |  |                      |  |
|                               |   | …                      | …                    |  |  |       |  |  |                      |  |  |                      |  |
|                               |   | …                      | …                    |  |  |       |  |  |                      |  |  |                      |  |
| Margherita Malatesta          |   | …                      |                      |  |  |       |  |  |                      |  |  |                      |  |
|                               | … | …                      |                      |  |  |       |  |  |                      |  |  |                      |  |
|                               | … | …                      |                      |  |  |       |  |  |                      |  |  |                      |  |
|                               | … | …                      |                      |  |  |       |  |  |                      |  |  |                      |  |
| Francesco degli Atti          | … |                        |                      |  |  |       |  |  |                      |  |  |                      |  |
|                               |   | …                      | …                    |  |  |       |  |  |                      |  |  |                      |  |
|                               |   | …                      | …                    |  |  |       |  |  |                      |  |  |                      |  |
|                               |   | …                      | …                    |  |  |       |  |  |                      |  |  |                      |  |
| Isotta degli Atti             |   | …                      |                      |  |  |       |  |  |                      |  |  |                      |  |
|                               |   | …                      | …                    |  |  |       |  |  |                      |  |  |                      |  |
|                               |   | …                      | …                    |  |  |       |  |  |                      |  |  |                      |  |
|                               |   | …                      | …                    |  |  |       |  |  |                      |  |  |                      |  |
| …                             |   | …                      |                      |  |  |       |  |  |                      |  |  |                      |  |
|                               |   | …                      | …                    |  |  |       |  |  |                      |  |  |                      |  |
|                               |   | …                      | …                    |  |  |       |  |  |                      |  |  |                      |  |
|                               |   | …                      | …                    |  |  |       |  |  |                      |  |  |                      |  |
|                               |   | …                      |                      |  |  |       |  |  |                      |  |  |                      |  |